# کندیس ویگینز
کندیس ویگینز (انگلیسی: Candice Wiggins؛ زادهٔ ۱۴ فوریهٔ ۱۹۸۷) بازیکن بسکتبال اهل ایالات متحده آمریکا است.
وی در مسابقات کشوری و بین‌المللی در مجموع برندهٔ ۳ مدال طلا شده‌است.